# 高橋忠伸
高橋 忠伸（たかはし ただのぶ）は、日本の薬学者（生化学・糖鎖生物学・ウイルス学・分子生物学）。学位は博士（薬学）（静岡県立大学・2004年）。静岡県立大学薬学部准教授・大学院薬学研究院准教授。
静岡県立大学薬学部講師などを歴任した。

## 来歴

### 生い立ち
静岡県立大学に進学し、薬学部の薬学科にて薬学を学んだ。1999年3月に静岡県立大学を卒業すると、そのまま同大学の大学院に進学した。大学院では、薬学研究科の薬学専攻にて学んだ。2001年3月、静岡県立大学にて、大学院の博士前期課程を修了した。2004年3月には、静岡県立大学にて、大学院の博士後期課程を修了した。それにともない、静岡県立大学より、博士（薬学）の学位を取得した。

### 研究者として
大学院修了後は、2004年4月より、独立行政法人である科学技術振興機構の博士研究員となった。戦略的創造研究推進事業の研究領域の一つである「糖鎖の生物機能の解明と利用技術」として採択された「ウイルス感染における糖鎖機能の解明と創薬への応用」の研究に参画することになり、薬学者の鈴木康夫の下で研究に従事した。具体的には、インフルエンザウイルスやパラインフルエンザウイルスについて、その感染における糖鎖の果たす役割についての研究を担当した。
2006年4月、母校である静岡県立大学に採用され、薬学部の助手に就任した。なお、静岡県立大学の大学院では、薬学研究科の助手を兼務することになった。2007年4月、学校教育法の改正にともない、静岡県立大学の薬学部にて助教に就任した。なお、静岡県立大学の大学院においても、引き続き薬学研究科の助教を兼務した。また、2010年4月からは、アメリカ合衆国のウィスコンシン大学にて、獣医学部に設置されているインフルエンザ研究所の客員研究員となった。
2011年4月からは、静岡県立大学にて薬学部の助教に復帰した。また、静岡県立大学の大学院においても、薬学研究科の助教に復帰した。2012年4月、薬学研究科と生活健康科学研究科が統合され、2研究院1学府に再編された。それにともない、新設された薬学研究院においても、助教を兼務した。2013年4月、静岡県立大学の薬学部にて、講師に昇任した。なお、静岡県立大学の大学院においても、薬学研究院にて講師を兼務した。薬学部においては、主として薬学科の講義を担当し、薬学者の鈴木隆らとともに生化学分野を受け持った。大学院においては、主として薬食生命科学総合学府の講義を担当し、鈴木隆らとともに生化学教室を受け持った。

## 研究
専門は薬学であり、特に生化学、糖鎖生物学、ウイルス学、分子生物学などの分野とかかわりの深い研究に従事している。具体的には、ウイルスと糖鎖に纏わる研究が多い。ウイルス表面の糖蛋白質での糖鎖の機能についての研究や、ウイルスが感染・増殖する際の宿主細胞の応答と複合糖質の機能についての研究に取り組んでいる。そのほか、細胞表面における糖鎖分子の発現や、糖鎖国｢に基づく抗ウイルス剤やウイルス検出剤の開発にも取り組んでいる。
これらの業績が評価され、2004年の日米合同糖質科学会議にて、日本糖質学会から日本糖質学会ポスター賞を授与された。また、2014年には、日本糖質学会奨励賞を授与されている。そのほか、2013年には、日本薬学会東海支部学術奨励賞を受賞している。2015年には、東京バイオマーカー・イノベーション技術研究組合からTOBIRA奨励賞を授与された。2015年3月には、静岡県立大学学長表彰を受けた。
学術団体としては、日本薬学会、日本生化学会、日本糖質学会、日本ウイルス学会などに所属している。なお、日本生化学会においては、2011年10月から2013年9月にかけて、中部支部会の幹事を務めた。

## 人物
静岡女子薬学校、静岡女子薬学専門学校、静岡薬学専門学校、静岡薬科大学、静岡県立大学薬学部・大学院薬学研究科の卒業生などで構成する静薬学友会では、理事を務めていた。

## 略歴
- 1999年 - 静岡県立大学薬学部卒業。
- 2001年 - 静岡県立大学大学院薬学研究科博士前期課程修了。
- 2004年 - 静岡県立大学大学院薬学研究科博士後期課程修了。
- 2004年 - 科学技術振興機構博士研究員。
- 2006年 - 静岡県立大学薬学部助手。
- 2006年 - 静岡県立大学大学院薬学研究科助手。
- 2007年 - 静岡県立大学薬学部助教。
- 2007年 - 静岡県立大学大学院薬学研究科助教。
- 2010年 - ウィスコンシン大学インフルエンザ研究所客員研究員。
- 2011年 - 静岡県立大学薬学部助教。
- 2011年 - 静岡県立大学大学院薬学研究科助教。
- 2011年 - 日本生化学会中部支部会幹事。
- 2012年 - 静岡県立大学大学院薬学研究院助教。
- 2013年 - 静岡県立大学薬学部講師。
- 2013年 - 静岡県立大学大学院薬学研究院講師。

## 賞歴
- 2004年 - 日本糖質学会ポスター賞。
- 2013年 - 日本薬学会東海支部学術奨励賞。
- 2014年 - 日本糖質学会奨励賞。
- 2015年 - TOBIRA奨励賞。
- 2015年 - 静岡県立大学学長表彰。

## 関連人物
- 鈴木隆 (生物学者)
- 鈴木康夫